# Tip y Top
Tip y Top fueron una pareja humorística española, de gran éxito en los años 1950, formada por Luis Sánchez Polack y Joaquín Portillo.

## Historia
Polack y Portillo se conocieron a mediados de los años cuarenta en los estudios de Radio Madrid, de la Cadena SER, en cuyo cuadro de actores ambos se habían integrado. El nombre del dúo lo sugirió otro profesional de la emisora: Eduardo Ruiz de Velasco.
Sus intervenciones en diferentes espacios de la Cadena SER pronto se hicieron populares. Especialmente destacado fue su paso por el célebre programa Cabalgata fin de semana, que conducía Bobby Deglané. Cultivaron un humor del absurdo, rayando con el surrealismo, que hizo las delicias de los radioyentes, a los que apodaron Tipitopianos.
Ambos intervinieron juntos en algunas películas, todas ellas comedias, como Amor sobre ruedas (1954), de Ramón Torrado; Manolo, guardia urbano (1956), Las chicas de la Cruz Roja (1958) y Festival en Benidorm (1961), de Rafael J. Salvia; Un ángel pasó por Brooklyn (1957), de Ladislao Vajda; o El día de los enamorados (1959), de Fernando Palacios.
Fueron igualmente pioneros en un nuevo medio de comunicación: la televisión. Debutaron con sus sketches en TVE en 1957, tan sólo unos meses después de que la primera cadena de TV española comenzase sus emisiones.
La pareja se disolvió de forma amistosa en 1961 cuando Portillo decidió dedicarse a cuidar a su esposa que había caído enferma. Años después, Polack retomaría el estilo creado junto a Portillo al formar con José Luis Coll uno de los dúos cómicos más famosos en España: Tip y Coll.

Tip y Top recibieron el Premio Ondas en 1955 como mejor atracción nacional.
- Datos: Q6147212